# Piotr Bigaj
Piotr Bigaj (ur. 26 stycznia 1929 w Libiążu, zm. 22 sierpnia 2019) – polski żeglarz, komandor Marynarki Wojennej. Współzałożyciel Jacht Klubu Marynarki Wojennej „Kotwica”.

## Życiorys

### Dzieciństwo i młodość
Urodził się 26 stycznia 1926 roku w Libiążu spędził tam dzieciństwo uczęszczając do szkoły podstawowej. Podczas okupacji znalazł zatrudnienie w Fabryce Lokomotyw w Chrzanowie jako tokarz. Po wojnie w 1945 roku kontynuował edukację w Gimnazjum Ogólnokształcącym w Chrzanowie. Po ukończeniu szkoły rozpoczął pracę jako księgowy w Gminnej Spółdzielni w Libiążu.

### Służba w Marynarce Wojennej
15 listopada 1950 roku został powołany do zasadniczej służby wojskowej w Marynarce Wojennej. Szkolenie rozpoczął od kursu sterników w Ośrodku Szkolenia Specjalistów Morskich w Ustce. 16 sierpnia 1951 rozpoczął studia w Oficerskiej Szkole Marynarki Wojennej w Gdyni na Wydziale Pokładowym którą ukończył 2 października 1955 roku z wyróżnieniem zdobywając stopień podporucznika marynarki.
Po ukończeniu szkoły oficerskiej rozpoczął służbę w Dywizjonie Niszczycieli w Gdyni jako dowódca działu nawigacyjnego OORP „Burza”, „Błyskawica” oraz „Grom”. Od 6 kwietnia 1959 roku pełnił służbę w Sztabie Głównym Marynarki Wojennej w oddziale szkoleniowym. 26 kwietnia 1964 roku został mianowany zastępcą dowódcy WSMW ORP „Iskra”, a 27 maja 1966 roku obejmuje na nim dowództwo które pełni do 6 listopada 1970 roku. Przeniesiony do Oddziału Kartograficznego DMW, gdzie po 3 latach objął funkcję szefa wydziału. Służbę wojskową zakończył 12 maja 1980 roku.

### Działalność cywilna
W 1965 roku obronił stopień magistra na Wydziale Transportu Morskiego Wyższej Szkoły Ekonomicznej w Sopocie. W 1969 roku kończy studia zaoczne w Wyższej Szkole Marynarki Wojennej jako inżynier nawigator. W 1958 roku współtworzy Jacht Klub Marynarki Wojennej „Kotwica” stając się potem jego członkiem honorowym. W klubie pełnił na jachtach funkcję kapitana. Po ukończeniu służby wojskowej przez rok był kapitanem Pogorii. W latach 1994–2010 związany z Uniwersytetem Gdańskim pracując jako kapitan statku naukowo-badawczego „Oceanograf-2”.
3 maja 2023 r. odsłonięto jego tablicę w Alei Żeglarstwa Polskiego w Gdyni.